# Презумпція вини платника податків
Презумпція вини платника податків — це правовий принцип, згідно з яким кожен платник податків вважається винним у намірі ухилитись від оподаткування, допоки не надасть переконливих доказів, що таких намірів платник податків не має.
Ключовою ознакою використання презумпції вини на практиці є покладання тягаря доведення на платників податків, яких зобов'язують збирати та надавати докази на підтвердження відсутності намірів вчинити неправомірні дії при здійсненні кожного наступного кроку у веденні своєї господарської діяльності.
Презумпція вини вважається незаконною в багатьох країнах і порушує міжнародні стандарти прав людини.
Презумпція невинуватості є фундаментальним принципом прав людини та верховенства права в сучасному світі.
Принцип презумпції невинуватості закріплено в статтях 47 і 48 Хартії основоположних прав Європейського Союзу, статті 6 Європейської конвенції про захист прав людини і основоположних свобод, статті 14 Міжнародного пакту про Громадянські та політичні права, статті 11 Загальної декларації прав людини, у Директиві (ЄС) 2016/343, а також відображено в прецедентному праві Суду Європейського Союзу та Європейського суду з прав людини.
Підприємці називають «презумпцією вини» платників податків причиною упередженого ставлення фіскалів до бізнесу як до потенційних порушників закону.

## Презумпція вини платника податків в українському законодавстві
Відповідно до статті 4 Податкового кодексу України, податкове законодавство України ґрунтується, зокрема на презумпції правомірності рішень платника податків за умови, якщо положення закону містять можливість неоднозначного (множинного) тлумачення.
У пункті 56.4 статті 56 Податкового кодексу України визначено обов'язок контролюючого органу доводити правомірність будь-якого нарахування податкових зобов'язань.
Таким чином, загальнонаціональне законодавство чітко закріплює презумпцію невинуватості платника податків (презумпцію правомірності рішень платника податків), та покладає тягар доказування (burden of proof) на контролюючий орган. Проте на практиці у податковому та митному адмініструванні презумпція правомірності рішень платника податків не дотримується і домінує презумпція вини.
У 2022 році виконавчий директор CASE Україна Дмитро Боярчук зареєстрував на сайті президента України петицію з  закликом визнати на найвищому політичному рівні право платника податків (податкового агента) на презумпцію невинуватості.
У відповіді на цю петицію  президент запропонував прем'єр-міністру України вжити необхідних заходів, у тому числі спрямованих на посилення захисту прав платників податків під час практичного застосування нормативно-правових актів.
На виконання доручення прем'єр-міністра Міністерство фінансів у своєму листі-відповіді щодо петиції про презумпцію вини платника податків дало роз'яснення, в якому не визнало наявність цієї проблеми в українському податковому та митному законодавстві.
Наприкінці 2023 року уряд без обговорень з бізнесом та громадським сектором затвердив Національну стратегію доходів до 2030 року, що задумувалась як дорожня карта реформування податкової системи, а також удосконалення процедур податкового адміністрування, яка необхідна для забезпечення потенціалу задоволення фіскальних потреб у середньостроковій перспективі. У документі не згадано про проблему презумпції вини платника податків.
На початку 2024 року Українська Рада Бізнесу, до складу якої входить 112 бізнес-асоціацій різних галузей економіки, закликала мінімізувати дискрецію повноважень податкових та митних органів, передбачених Національною стратегією доходів, та викорінити практику презумпції вини у податковому та митному адмініструванні.
5 квітня на сайті Кабінету Міністрів України була зареєстрована петиція про перегляд Національної стратегії доходів на 2024—2030 роки.
Її ініціаторами стали аналітичний центр CASE Україна (проєкт «Ціна держави») та просвітницька ініціатива «Останній Капіталіст».
На думку авторів, у поточному вигляді Національна стратегія доходів цементує принцип презумпції вини платника податків у стосунках з податковими та митними органами, хоча мала б запропонувати новий суспільний договір між бізнесом та владою, який би базувався на взаємній довірі.
Петицію підтримали Українська Рада Бізнесу, Національна бізнес-коаліція, Спілка Українських Підприємців, Всеукраїнська аграрна рада, Торгово-промислова палата України, Рада Міст Захисти ФОП, Національна організація роздрібної торгівлі, Асоціація приватних роботодавців, Всеукраїнська професійна асоціація підприємців, U-Food Association, CLUB100, Асоціація провайдерів програмних РРО, Асоціація правників України, 4Business, Національна платформа малого та середнього бізнесу та ін.
Уряд формально відповів на петицію щодо викорінення практики презумпції вини платників податків.

## Застосування презумпції вини у податковому та митному адмініструванні
Реальна практика податкового та митного адміністрування в Україні ґрунтується на презумпції вини платника податків або податкового агента. Просвітницький проєкт «Ціна держави» підготував відео про те, як податкові та митні органи впливають на роботу бізнесу в Україні, та як це пов'язано з принципом презумпції вини платника податків.
Згідно зі звітом Світового Банку під назвою «Україна: Дослідження витрат на дотримання податкового законодавства (податковий комплаєнс) у 2024 році», довіра до справедливості податкових органів  в Україні є низькою: лише 7.8 % респондентів повністю згодні з тим, що податкові органи є справедливими, тоді як 48,9 % не згодні з цим твердженням.
Результати опитування, проведеного дослідницькою службою InfoSapience на замовлення CASE Україна у листопаді-грудні 2024-го року, також підтверджують, що довіри до фіскальних органів в Україні не існує.
Згідно з отриманими даними, більше половини опитаних підприємців вважають, що фіскальні органи безуспішні у протистоянні крупним схемам ухилення від оподаткування.

## Адміністрування ПДВ
Переважна більшість скарг бізнесу на діяльність Державної податкової служби стосується блокування податкових накладних з ПДВ та перевірок.
У дослідженні Ради бізнес-омбудсмена зазначено, у випадку відсутності порушень представники бізнесу повідомили, що стикалися з проханнями податкових контролерів самостійно надати хоча б якісь дрібні порушення, щоб здійснити донарахування, позаяк закінчити перевірку без донарахувань або штрафів не можна.
Протягом останніх семи років загальна тенденція результатів фактичних та планових податкових перевірок є сталою: понад 90 % цих перевірок завершувались складанням акта щодо бізнесу.
Щодо позапланових перевірок, то, якщо у 2017 році більше половини позапланових перевірок завершувались складанням довідок, то з 2018 року пропорція довідок/актів почала змінюватись у бік поступового збільшення частки актів, досягнувши у 2023 році максимальної позначки у 75 %.
Наприкінці 2022 року Міністерство фінансів України несподівано внесло зміни до роботи системи автоматизованого адміністрування ПДВ (відома як СМКОР). Після цих змін підприємці почали повідомляти про масові блокування податкових накладних, тим самим податкова безпосередньо блокувала господарську діяльність компаній, доки компанія, позначена як ризикова, не надасть достатніх доказів відсутності злих намірів.
Щоб зрозуміти реальну причину зупинки реєстрації податкових накладних, підприємству необхідно було шукати фахівця з департаменту управління ризиками ДПС України, оскільки місцеві податківці доволі часто розводили руками.

## Адміністрування митної вартості
У митному адмініструванні посадові особи можуть затримувати імпортера доти, доки він не погодиться із «запропонованою» митною вартістю і єдиною альтернативною є тривалий і дорогий судовий процес.
Згідно з опитуванням, 70 % імпортерів стикалися із претензіями митниці щодо нібито заниженої вартості товарів. Тоді як під час перевірок виявляли лише 0,4 % таких випадків.
Митна вартість є фундаментом для визначення податкових зобов'язань для експортно-імпортних операцій, таких як відрахування ПДВ, відшкодування ПДВ, акцизи та імпортні мита. Для імпортних операцій держава надає перевагу завищенню митної вартості по відношенню заявленої для збільшення митних зборів, тоді як для експортних операцій держава схиляється до нижчої митної вартості для зменшення зобов'язань щодо відшкодування ПДВ.
Недостатнє обґрунтування або не обґрунтування митницею своїх рішень взагалі є порушенням презумпції невинуватості платника податків.

## Наслідки для економіки
Презумпція вини щодо платника податків — це порушення базових прав і змарновані економічні можливості.
Практика презумпції вини в податковому та митному адмініструванні демотивує економічну діяльність та сприяє корупції через широкі дискреційні повноваження, які така практика надає.